# Dedicated server
Een dedicated server is een server die men in een datacenter of als onderdeel van een hostingprovider huurt. De dedicated server is maar voor een klant actief. Wanneer er meer huurders van een datacenter gebruik maken is de capaciteit van het datacenter dus groter dan van iedere aparte dedicated server. De klant huurt de nodige computer hardware met het besturingssysteem. In het geval van een managed dedicated server valt ook het beheer daarvan onder verantwoordelijkheid van de verhuurder. De verbinding tussen de klant en de server kan met internet worden gerealiseerd, anders moet de klant in het datacenter terecht kunnen.
De leverancier is verantwoordelijk voor de aanschaf en afschrijving van de hardware, voor de kosten om de server online bereikbaar te houden en voor de huur van de rackspace in het datacenter. De serverruimte is vaak voorzien van moderne koeltechniek, een noodstroomvoorziening en beveiliging. Het geboden computernetwerk is meestal van hoge kwaliteit.
Dedicated servers worden vaak tegen scherpe tarieven aangeboden. De leveranciers hebben een groter inkoopvolume dan de huurders los van elkaar. Een dedicated server kent ook geen hoge investeringskosten, die wel nodig zijn wanneer de afnemers tot colocatie besluiten, besluiten gezamenlijk hun computercapaciteit in een datacenter te bundelen.